# Franz Reichleitner
Franz Reichleitner, född 2 december 1906 i Ried, död 3 januari 1944 i närheten av Fiume, Italien, var en tysk SS-Hauptsturmführer. Han var 1942–1943 kommendant i förintelselägret Sobibór.

## Biografi
Reichleitner deltog i Nazitysklands så kallade eutanasiprogram Aktion T4 som ställföreträdande chef för anstalten i Hartheim i närheten av Linz. Från september 1942 till november 1943 var Reichleitner kommendant för förintelselägret Sobibór. Han anses vara medskyldig till massmord på drygt 100 000 judar inom ramen för förintelseprogrammet Operation Reinhard. Efter det att förintelseapparaten i Sobibór hade upphört hösten 1943 stationerades Reichleitner tillsammans med andra funktionärer från Operation Reinhard i Trieste för att bland annat bekämpa jugoslaviska partisaner. Reichleitner sköts ihjäl i Fiume i början av januari 1944.